# Gähwil
Gähwil (745 m) ist eine Ortschaft in der Schweizer Gemeinde Kirchberg im Kanton St. Gallen. In Gähwil leben 1174 Menschen (Stand: 1. Juli 2022).

## Geographie
Das Haufendorf liegt in Südhanglage unterhalb der St. Iddaburg an der Grenze zum Hinterthurgau.

## Geschichte

Luftbild von Werner Friedli von 1949

Die Ortschaft wurde im Jahre 1209 als Gainwil erstmals urkundlich erwähnt. An der Stelle der St. Iddaburg befand sich die Burg Alt-Toggenburg, der erste Sitz der Grafen von Toggenburg. Vom 13. Jahrhundert an war Gähwil im Besitz der Klöster Magdenau und St. Gallen. Die Gerichtsbarkeit war in der Hand der Grafen von Toggenburg. 1468 ging sie an die Fürstabtei St. Gallen, die Gähwil später dem Gericht Bazenheid zuteilte.
1404 wird eine Kapelle als Filiale der Pfarrei Kirchberg erwähnt. Nach der Reformation kehrte die Bevölkerung von Gähwil fast vollständig zum katholischen Glauben zurück. Ab 1755 hatte Gähwil eine eigene, der heiligen Dreifaltigkeit geweihte Pfarrkirche, 1764 erfolgte die Loslösung von der Pfarrei Kirchberg.
| Jahr      | 1827 | 1900 | 2000 |
| Einwohner | 150  | 246  | 969  |

Bei der Gründung des Kantons St. Gallen 1803 wurde Gähwil der politischen Gemeinde Kirchberg zugeteilt. 1789 erfolgte die Eröffnung der Freischule Gähwil. 1807 ist das erste Schulhaus im Dorf erwähnt, 1841 folgte ein Neubau. 1904 erfolgte die Gründung der Dorfkorporation.

## Verkehr

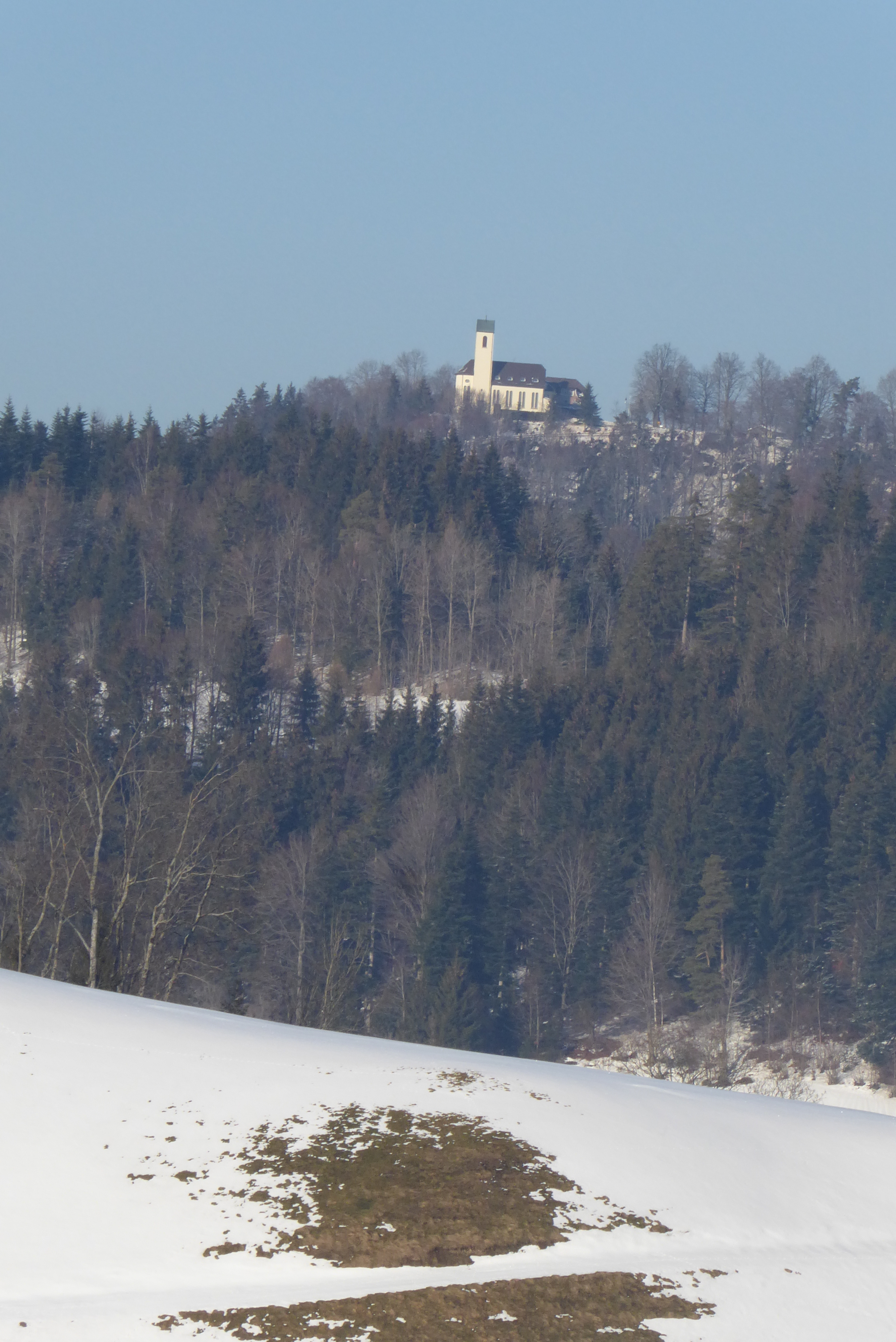
St. Iddaburg

Gähwil liegt an der Strasse Kirchberg–Mühlrüti und wird von Bus Ostschweiz mit einer im Halbstundentakt verkehrenden Verbindung nach Kirchberg–Wil erschlossen.

## Sehenswürdigkeiten
Die St. Iddaburg ist ein regionales Ausflugs- und Wallfahrtsziel. Die Burgstelle Alt-Toggenburg ist in der Liste der Kulturgüter in Kirchberg SG aufgeführt.